# Єрмоліно (аеродром)
Єрмоліно (рос. Ермолино, колишня назва рос. Инютино) — аеродром спільного базування поблизу міст Єрмоліно та Балабаново на границі Калузької області РФ. На аеродромі базується 70-й змішаний авіаційний полк військ національної гвардії РФ (Іл-76МД, Ан-26, Ан-12БК).

## Історія
Аеродром почали будувати в 1938 році. В 1939 сюди перебазували 11-й і 24-й винищувальні авіаполки
З травня 1945 року по липень 1950 на аеродромі базувався 562-й винищувальний авіаційний полк ППО на літаках Як-9 та P-39 Airacobra.
У 1953 році на аеродромі дислокувався 196-й гвардійський винищувальний авіаційний полк, що повернувся з Кореї. Командир дивізії — тричі Герой Радянського Союзу Іван Кожедуб.
З 1985 року на аеродромі базувалась 349-а окрема ескадрилья РВСН СРСР. А з 1991 — авіаполк МВД СРСР, зараз це 70-й змішаний авіаполк Росгвардії.
На аеродромі встановлено пам'ятник літаку Ан-22.

## Катастрофи та інциденти
- 14 червня 2017 при посадці транспортний літак Ан-26 збив лося. Пілоти не постраждали, літак отримав суттєві ушкодження[6].

- 1 листопада 2009 Іл-76, що базувався на аеродромі Єрмоліно, розбився в Якутії. Екіпаж загинув[7][8].